# Clitandra
Clitandra é um género botânico pertencente à família Apocynaceae.